# A csatorna (X-akták)
A csatorna az X-akták c. televíziós sorozat első évadjának negyedik epizódja.
Ez az epizód az ufókról szól, ahogy leszállnak a Földre. Az epizódot Alex Gansa és Howard Gordon írta.

## Cselekmény
A Lake Okobogee (Iowa) partján rejtélyes fénysugár ereszkedik le a magasból. A tizenéves Ruby Morris eltűnik a hálózsákjából, mialatt öccse, Kevin hisztérikusan kiabálva hívja segítségül a lakókocsiban alvó anyjukat.
Mulder azután kezd nyomozni, hogy Ruby Morris eltűnése megjelenik a szenzációhajhász lapokban. Scully és Blevins párhuzamot lát az eset és Mulder gyermekkori élménye között, amikor a húgát állítólag elrabolták a földönkívüliek.
Mulder szerint az Okobogee-tó gyakori színhelye az ufók felbukkanásának. Számos ilyen témájú újságcikket mutat társának, hogy meggyőzze a nőt. Az egyik ilyen cikk leírja egy cserkészlány, Darlene Morris (az eltűnt lány anyja) megfigyelését.
Az ügynökök Iowába utaznak nyomozni. Darlene ragaszkodik korábbi vallomásához lánya eltűnésének körülményeit illetően, és a lapokkal ellentétben nem von párhuzamot az eset és a nemrég történt válása között. Kevin semmire sem emlékszik arról az éjszakáról, ám a gyerek rajzai, amelyek pusztán pontokból és vonalakból állnak, felkeltik Mulder érdeklődését. Kevin szerint a televíziójuk kommunikál vele és az értelmetlennek tűnő rajzok ezeknek a beszélgetéseknek az eredményei. Mulder Washingtonba küldi a rajzokat elemzésre.
Scully és Mulder kapcsolatba kerül egy fiatal lánnyal, aki azt állítja, hogy Ruby terhes lett Greg Randall-tól, és az ifjú pár azt tervezte, elszökik hazulról. Eközben a kis Kevin rajzairól kiderül, hogy nem összevissza jelek, hanem a hadsereg szupertitkos műholdjainak bináris adásai. A gyereket beviszik a Védelmi Minisztériumba, de a kihallgatása után hazaengedik. Kevin továbbra is rajzol, a képek digitális formában tartalmazzák Shakespeare műveit és a brandenburgi koncert kottáit. Mulder szerint a kisfiú egyfajta közvetítő, csatorna a földönkívüliek és az emberek között.
Az ügynökök felkeresik az eltűnés színhelyét, ahol erős hőhatás nyomait fedezik fel. Ugyancsak megtalálják Greg Randall holttestét, a földbe temetve. Mulder átkutatja Randall kabátját és talál benne egy kézírásos feljegyzést egy orvosról. A kézírás megegyezik annak a lánynak a kézírásával, aki korábban Ruby és Greg kapcsolatáról beszélt nekik.
Az orvos segítségével megtalálják a titokzatos lányt, Tessa Searst. Kiderül, hogy valójában ő lett terhes Greggtől. Tessa beismeri, hogy lelőtte a fiút, mert rájött, hogy viszonya van Ruby-val is. Tagadja viszont Ruby meggyilkolását.
Mulderék visszatérnek a Morris-házba, de üresen találják azt. Felfedezik viszont Kevin egy hatalmas rajzát, amely az emeletről nézve Ruby portréjává áll össze. Az ügynökök rögvest a tóhoz hajtanak, ahol a ködben rátalálnak Kevinre, akit az utolsó pillanatban rántanak félre egy száguldó motoros banda elől. Hamarosan ráakadnak Ruby eszméletlen testére is. Darlene megtiltja Muldernek, hogy beszéljen a lányával és ragaszkodik ahhoz a magyarázathoz, hogy Ruby a motorosokkal volt eltűnése alatt.
Aznap este Mulder ismét meghallgatja a korábbi hipnózisa alatt készült magnófelvételt, amelyben kifejezi azt a meggyőződését, hogy húga egyszer visszatér a Földre, épségben és egészségesen.

## Bennfentes
- Ebben az epizódban használja Mulder először a fegyverét, hogy szétkergessen néhány farkast.
- Tessa szerepét Shelly Owens alakította, Chris Owens testvére. (Chris játszotta Jeffrey Spender ügynököt, illetve az ifjú Cigarettázó Férfit.)
- Tessa augusztus 7-én keresi fel az orvosát, ez Duchovny születésnapja.
- Az epizódban látható egy hatalmas méretű kép, amelyet a kis Kevin rajzolt nővéréről, Ruby-ról. Ez eredetileg számítógéppel készült és lett kinyomtatva, de a művészeti részleg egyik munkatársa, Vivien Nishi, túl tökéletesnek találta és egymaga kézzel megrajzolta az egyeseket és nullákat, hogy a kép jobban hasonlítson egy gyerekrajzra.
- Samantha Mulder címe Mulder aktájában 2790 Vine Street, ez volt az X-akták produkciós irodájának címe Vancouverben.

## Vendégszereplők
- Ruby Morris - Tanya Dee
- Kevin Morris - Joel Palmer
- Darlene Morris - Carrie Snodgress
- Tessa Sears - Shelly Owens

## Külső hivatkozások
- Az epizódról Az X-Files Wikin (angol)